# V. Albert bajor herceg
V. (Nagylelkű) Albert, németül: Albrecht V., der Großmütige, (München, 1528. február 29. – München, 1579. október 24.), a Wittelsbach-házból való herceg, Bajorország uralkodó hercege 1550-től haláláig.

## Élete

### Származása
Édesapja IV. Vilmos bajor herceg (1493–1550), édesanyja Maria Jakobäa von Baden őrgrófnő volt (1507–1580), I. Fülöp badeni őrgróf és Erzsébet pfalzi hercegnő leánya. Szülei házasságából négy gyermek született:
- Tivadar herceg (Theodor, 1526–1534), gyermekként meghalt,
- Albert herceg (Albrecht, 1528–1579), trónörökös, 1550-től V. Albert néven uralkodó herceg,
- Vilmos (Wilhelm, 1529–1530), kisgyermekként meghalt,
- Mechthild hercegnő (1532–1565), aki 1557-ben Filibert badeni őrgrófhoz ment feleségül (1536–1569).

### Házassága, gyermekei

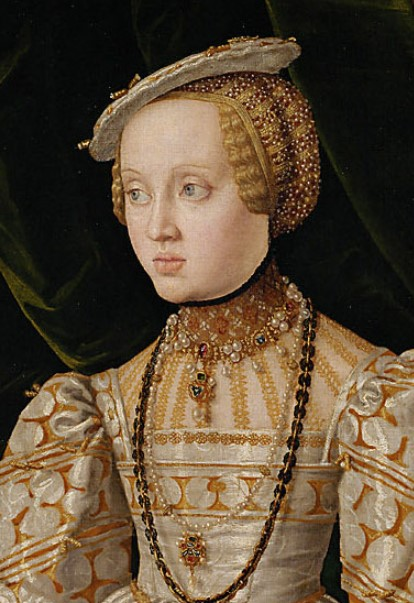
Felesége, Habsburg Anna főhercegnő

1546-ban feleségül vette Habsburg Anna osztrák főhercegnőt (1528–1590), I. Ferdinánd császár és Jagelló Anna magyar és cseh királyi hercegnő leányát. Hét gyermekük született:
- Károly herceg (Karl, */† 1547), születésekor meghalt,
- Vilmos herceg (Wilhelm, 1548–1626), trónörökös, 1579-től V. Vilmos néven uralkodó herceg, aki 1568-ban Renáta lotaringiai hercegnőt (1544–1602) vette feleségül,
- Ferdinánd herceg (Ferdinand, 1550–1608), aki 1588-ban morganatikus házasságban Maria Pettembeck polgárleányt (1573–1619) vette feleségül,
- Mária Anna hercegnő (1551–1608), aki 1571-ben II. (Stájer) Károly osztrák főherceghez (1540–1590) ment feleségül,
- Maximiliána Mária hercegnő (1552–1614), nem ment férjhez,
- Frigyes herceg (Friedrich, 1553–1554), kisgyermekként meghalt,
- Ernő herceg (Ernst, 1554–1612), Liège püspöke, Köln hercegérseke.

### Uralkodása
Édesapját, IV. Vilmos herceget követte Bajország élén 1550-től. A művészetek pártolójaként uralkodott, és müncheni műgyűjteményeket alapított. Udvarában élt számos festő és acélmetsző mellett a neves zeneszerző, Orlando di Lasso. Nagy pompa és fényűzés jellemezte udvarát, alattvalóit ugyanakkor súlyos adókkal terhelte, és igen nagy adósságot hagyott örökösére is.
Albert herceg erős katolikus szellemű nevelést kapott. Mélyen hívő katolikusként teljesen a jezsuiták befolyása alatt állt, és uralkodása idején kiirtotta a bajorországi lutheránusokat.
Albert herceg 1579-ben, 29 évnyi uralkodás után hunyt el, utóda fia, V. Vilmos lett.

## Lásd még
- Bajorország uralkodóinak listája

| Előző uralkodó: IV. Vilmos | Bajorország uralkodója 1550 – 1579 hercegként Wittelsbach | Következő uralkodó: V. Vilmos |